# Bayliss Levrett
Bayliss Levrett (n. 14 februarie 1914 - d. 13 martie 2002) a fost un pilot de curse auto american care a evoluat în Campionatul Mondial de Formula 1 în sezonul 1950.